# Proprietär
Das Adjektiv proprietär bedeutet in Eigentum befindlich. Es wird für Soft- und Hardware, die auf herstellerspezifischen, nicht veröffentlichten Verfahren basiert, verwendet, um diese zu freier Software und freier Hardware abzugrenzen.
Das Substantiv Proprietär bedeutet Eigentümer (der Proprietär = der Eigentümer). Es wird in den Rechtswissenschaften in dieser Bedeutung verwendet.
Beide Wörter wurden vom lateinischen Substantiv proprietarius abgeleitet, das Eigentumsherr bedeutet.

## Verschiedene Bedeutungen
1. Im juristischen Sinne ist der Begriff gleichbedeutend mit „urheberrechtlich geschützt“. Er ist kein juristischer Terminus, da nach europäischer Rechtstradition eine vollkommene Aufgabe der Urheberrechte nicht möglich ist („Das Band zwischen Urheber und seinem Werk kann nicht vollständig zerschnitten werden“, sog. Monismus). Juristisch bedeutet proprietär den umfassenden Vorbehalt des Urhebers für alle bzw. fast alle ihm zustehenden geistigen Eigentumsrechte.
2. Davon abweichend benutzt die Freie-Software-Bewegung den Begriff für Dinge, die nicht „frei“ sind. Auf der einen Seite ist damit Software gemeint (proprietäre Software oder Closed Source), auf der anderen Seite Dateiformate, Protokolle usw. Freiheit im Sinne von freier Software bedeutet juristisch das Angebot des Urhebers an die Allgemeinheit, alle ihm zustehenden Urheberrechte mitnutzen zu dürfen.[3]
  1. Proprietäre Software ist jegliche Software, die keine freie und quelloffene Software ist. Mit dem urheberrechtlichen Schutz (siehe 1.) hat diese Definition jedoch wenig zu tun: Ein urheberrechtlich geschütztes Programm, das unter der Softwarelizenz GPL veröffentlicht wurde, ist hiernach „frei“. Hingegen gilt ein urheberrechtlich geschütztes Programm, das unter einer nicht-„freien“ Lizenz steht – auch bei offengelegtem Quelltext – als proprietär. Bekannte Beispiele proprietärer Software sind Microsoft Windows, Adobe Photoshop, AutoCAD und Adobe Flash sowie die meisten Videospiele von kommerziellen Anbietern. Unter Linux findet man den Begriff besonders häufig im Zusammenhang mit Treibern, die nicht offen sind, sondern vom Hersteller zur Verfügung gestellt wurden, und deren Code nicht einsehbar (und damit auch nicht von der Linux-Community pflegbar) ist. Ein Beispiel hierfür ist AMD Catalyst für Linux, auch ‚fglrx‘ genannt. Siehe auch Closed Source.
  2. Protokolle, Dateiformate und Ähnliches werden als „proprietär“ bezeichnet, wenn sie nicht oder nur mit Schwierigkeiten von Dritten implementierbar und deshalb nicht zu öffnen oder zu lesen sind, weil sie z. B. lizenzrechtlich, durch herstellerspezifisches Know-how oder durch Patente beschränkt sind. Beispiele für proprietäre Dateiformate sind das MS-Word-Format, das WMA-Format oder Dateiformate der Lotus Smartsuite. Beispiele für nicht proprietäre, offene Formate sind die OpenDocument-Formate, Ogg Vorbis, das Portable-Network-Graphics-Format und das HTML-Format.
3. Traditionell werden im IT-Bereich solche Dateiformate, Protokolle usw. aber auch Hardware als proprietär bezeichnet, die nicht allgemein anerkannten Standards entsprechen, also eigene Entwicklungen sind. Beispiele hierfür sind die Cisco VoIP-Telefone mit Skinny-Protokoll und die Software Skype. Proprietäre Formate werden einerseits zur Vereinfachung und damit Verminderung des Implementierungsaufwands verwendet, wenn Standards zu aufwendig wären. Oft werden sie aber auch zur Abgrenzung von Standards und damit als zusätzliche Einnahmequelle von Lizenzgebühren genutzt, z. B. bei Herstellern von Arbeitsspeicher und bei einigen Softwareherstellern.

### Unterschiede zwischen den Definitionen 2.2 und 3 in obiger Auflistung
Der Unterschied zwischen den Definitionen 2.2 und 3 in obiger Auflistung liegt vor allen Dingen auf der einen Seite im Begriff der Freiheit im Sinne freier Software und auf der anderen Seite im Begriff der anerkannten Standards im Sinne offizieller Standardisierungsgremien. So ist z. B. das Audiodatenkompressionsformat AAC nach 2.2 ein proprietäres Format, da es durch aktiv geltend gemachte Softwarepatente belastet und somit nicht mehr frei implementierbar ist. Nach 3 ist es jedoch nicht proprietär, da es ein ISO-Standard ist. Das patentfreie Gegenstück Ogg Vorbis hingegen ist zwar ein freies Format nach 2.2, wurde jedoch bisher von keiner großen Standardisierungsorganisation übernommen, und ist damit nach 3 proprietär.
Oft sind hauseigene Entwicklungen auch undokumentiert oder patentbelastet und somit proprietär nach beiden Definitionen, so das WMA-Format.